# İnegöl Belediye
İnegöl Belediye est un club turc de volley-ball fondé en 2009 et basé à İnegöl qui évolue pour la saison 2015-2016 en Türkiye Erkekler Voleybol 1.Ligi.

## Effectifs

### Saison 2015-2016
| No                                                                                 | Nom                                                                                | Date de naissance                                                                  | Taille                       | Poids                        | Poste                        |
| ---------------------------------------------------------------------------------- | ---------------------------------------------------------------------------------- | ---------------------------------------------------------------------------------- | ---------------------------- | ---------------------------- | ---------------------------- |
| 1                                                                                  | Arslan Ekşi                                                                        | 14 mai 1989                                                                        | 195                          | 81                           | Passeur                      |
| 3                                                                                  | Ersin Durgut                                                                       | 4 août 1982                                                                        | 208                          | 105                          | Attaquant                    |
| 4                                                                                  | Ernardo Gómez                                                                      | 30 juillet 1982                                                                    | 195                          | 90                           | Attaquant                    |
| 5                                                                                  | Faik Yaz                                                                           | 9 avril 1984                                                                       | 199                          | 88                           | Réceptionneur-attaquant      |
| 6                                                                                  | Mehmet Almaz                                                                       | 1er janvier 1984                                                                   | 198                          |                              | Central                      |
| 7                                                                                  | Emin Yolver                                                                        | 15 février 1986                                                                    | 202                          |                              | Central                      |
| 8                                                                                  | Gazmend Husaj                                                                      | 23 décembre 1987                                                                   | 201                          | 103                          | Réceptionneur-attaquant      |
| 10                                                                                 | Özer Özger                                                                         | 7 janvier 1983                                                                     | 190                          |                              | Libero                       |
| 11                                                                                 | Çağlar Aksoy                                                                       | 13 juillet 1984                                                                    | 193                          |                              | Passeur                      |
| 13                                                                                 | Görkem Sertel                                                                      | 27 octobre 1992                                                                    | 210                          |                              | Central                      |
| 15                                                                                 | Cansın Hacıbekiroğlu                                                               | 12 juillet 1987                                                                    | 200                          |                              | Central                      |
| 16                                                                                 | Kerem Can Acar                                                                     | 14 juin 1992                                                                       | 195                          | 88                           | Réceptionneur-attaquant      |
| 17                                                                                 | Beytullah Hatipoğlu                                                                | 24 février 1992                                                                    | 190                          |                              | Réceptionneur-attaquant      |
| 18                                                                                 | Zlatan Yordanov                                                                    | 2 mars 1991                                                                        | 198                          | 94                           | Réceptionneur-attaquant      |
|                                                                                    |                                                                                    |                                                                                    |                              |                              |                              |
| Encadrement technique                                                              | Encadrement technique                                                              |                                                                                    | Légende                      | Légende                      | Légende                      |
| Entraîneur : Bahadır Aksoy                                                         | Entraîneur : Bahadır Aksoy                                                         | Entraîneur : Bahadır Aksoy                                                         | : Capitaine                  | : Capitaine                  | : Capitaine                  |
| Entraîneur(s) adjoint(s) : Ertuğrul Erdoğan Entraîneur(s) adjoint(s) : Burak Yavuz | Entraîneur(s) adjoint(s) : Ertuğrul Erdoğan Entraîneur(s) adjoint(s) : Burak Yavuz | Entraîneur(s) adjoint(s) : Ertuğrul Erdoğan Entraîneur(s) adjoint(s) : Burak Yavuz | : Joueur blessé actuellement | : Joueur blessé actuellement | : Joueur blessé actuellement |